# Charleston (New York)
Pour les articles homonymes, voir Charleston.
Charleston est une ville du comté de Montgomery, dans l'État de New York, aux États-Unis,. En 2010, elle comptait une population de 1 373 habitants.

## Démographie
Lors du recensement de 2010, la ville comptait une population de 1 373 habitants. Elle est estimée, en 2020, à 1 333 habitants.